# Actinodaphne sesquipedalis
Actinodaphne sesquipedalis là loài thực vật có hoa trong họ Nguyệt quế. Loài này được Hook.f. & Thomson ex Meisn. miêu tả khoa học đầu tiên năm 1864.